# كوستي يونيتا
كوستي يونيتا (بالرومانية Costi Ioniță) ويعرف أيضا بـ Costi مغني ومؤلف ومنتج روماني وهو مشهور بأغاني الموسيقى الشرقية الرومانية muzică orientală ومعروفة باصطلاح مانيليه (Manele).
ولد في كونستانتسا رومانيا عام في 14 يناير / كانون الثاني 1978 وهو من أصل غجري وكان في البداية عضوا في فرقة Valahia الشبابي وله العديد من السينغلز معهم. في العام 1999 أصدر أغان شرقية عرفت بالمانيليه، وحاز نجاحا في رومانيا وبلدان البلقان الأخرى خصوصا مع المغني أدريان مينون (Adrian Minune) ومن بعده مع العديد من الفنانين والفنانات في رومانيا وبلغاريا وغيرهما.
عام 2007 أطلق محطة تلفزيونية موسيقية في رومانيا باسم Party TV مما أتاح له توزيع أغانيه بشكل أفضل، وأضاف ناتين أخرتين بعد فترة قصيرة أحدهما مختص بأغاني المانيليه الشرقية.
كما اشتهر كوستي في اليونان وتركيا والبلدان العربية وخصوصا مع إصدار أغنية Ca la Amsterdam عام 2010.
شارك في كتابة العديد من الأغاني في مسابقة الأغنية الأوروبية له ولـ بلاكسي غرلز وإيمبا. ومن أهم أغانيه "Zaleilah" من غناء فرقة ماندينغا الرومانية اللاتينية. كما صوّر الشريط الموسيقي للأغنية في دبي.
تعاون مع المغني الأسترالي اللبناني الأصل فايدي (فادي فتروني) وبالإنجليزية Faydee حيث شاركا في كتابة أغنية «حبيبي (آي نيد يور لاف)» أو بالإنجليزية (Habibi (I Need Your Love وتم إطلاقه تحت عمل مشترك Shaggy/Mohombi/Faydee/Costi بمشاركة مغني الريغاي الجامايكي الأميركي شاغي والمغني السويدي الكونغولي موهومبي والمغني والمنتج الروماني كوستي بالإضافة إلى المغني الأسترالي اللبناني فايدي. وللأغنية نسخ بلغات أجرى من أبرزها بالروسية مع المغنية الأوزبكية Shahzoda وباللغة البلغارية مع المغنية Galena.

## وصلات خارجية
- كوستي يونيتا على موقع ميوزك برينز (الإنجليزية)
- كوستي يونيتا على موقع ديسكوغز (الإنجليزية)

الموقع الرسمي لشركة إنتاج كوستي